# Biluthyrning

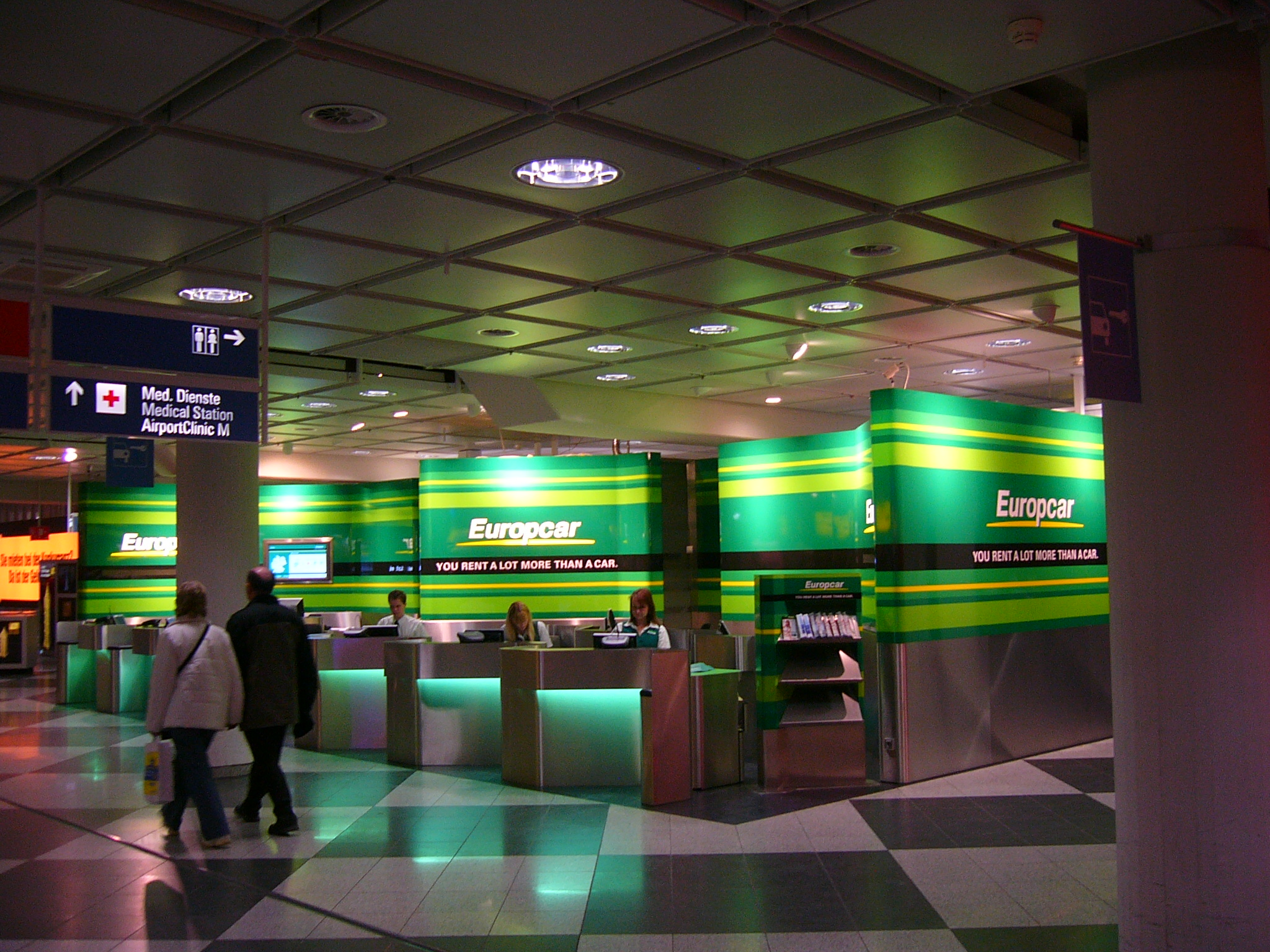
Företaget Europcars uthyrning på Münchens flygplats.

Biluthyrning är uthyrning av bilar till kunder. Biluthyrning finns framför allt vid knutpunkter som flygplatser, hamnar och järnvägsterminaler, dit många turister och affärsresenärer kommer.
Många biluthyrningsfirmor använder sig av klassificeringskodningen ACRISS, där en kod på fyra bokstäver beskriver fordonets storlek, karosstyp, växellåda (manuell eller automat) och huruvida bilen har luftkonditionering.
Vid bilhyra utomlands är det viktigt att boka bil innan avresa för bäst priser med försäkring, som vissa sidor erbjuder. Att boka försäkring på plats kan lätt bli en mycket dyr historia.

## Tillstånd att bedriva uthyrningsrörelse i Sverige
För att få lov att yrkesmässigt hyra ut motorfordon i Sverige krävs ett tillstånd av Transportstyrelsen. Denna får man efter genomgången kurs och godkänd tentamen hos Biluthyrarna Sverige eller annan auktoriserad utbildare. Man skiljer på uthyrning av lätta fordon (totalvikt upp till 3500 kg, inkl husbilar även om de väger mer) och tunga fordon (övriga fordon med totalvikt över 3500 kg, t.ex. tung lastbil och buss)
Att bedriva yrkesmässig uthyrning av motorfordon utan tillstånd är ett brott som kan ge böter eller fängelse i upp till ett år.
Uthyrning av släpfordon och andra fordon utan motor (t.ex. cyklar) kräver inget tillstånd.

## Stora hyrbilsföretag
- Alamo
- Avis
- Budget
- Europcar
- Hertz
- Mabi hyrbilar
- National
- Sixt rent a car